# Diether Posser

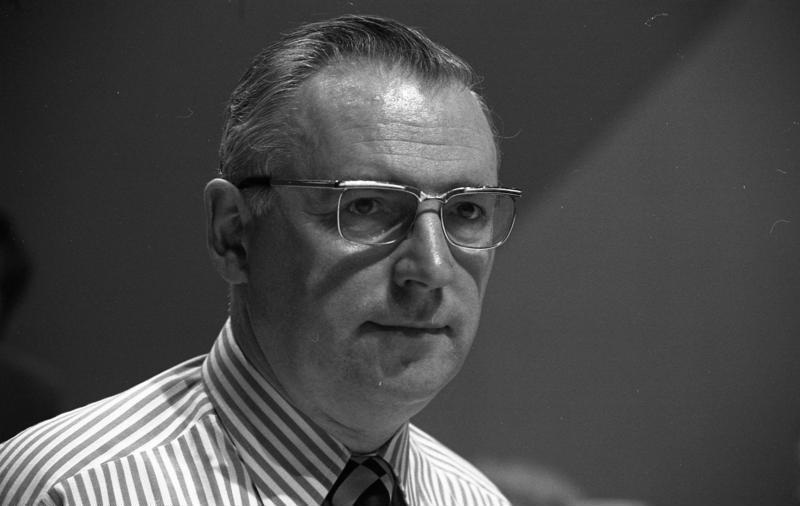
1977 in Dortmund

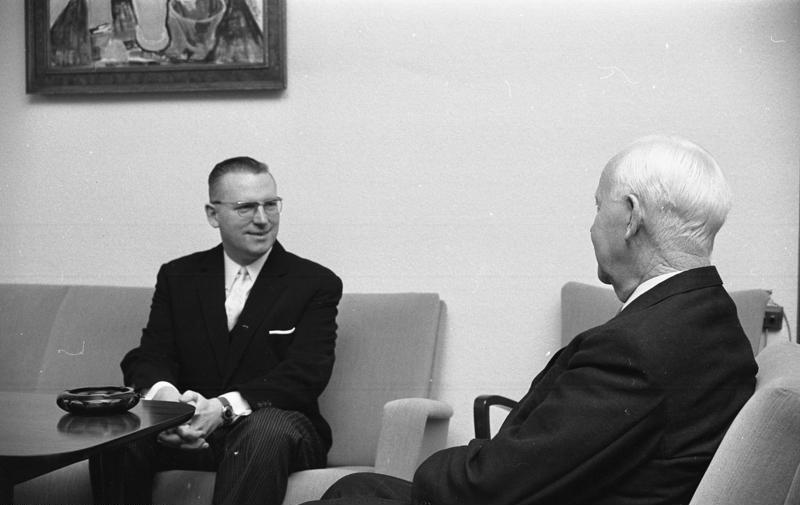
Mit Bundespräsident Heinrich Lübke, 1968

Diether Posser (* 9. März 1922 in Essen; † 9. Januar 2010 ebenda) war ein deutscher Politiker (GVP, SPD).

## Leben
Diether Posser besuchte das Essener Burggymnasium. In seiner Jugendzeit wurde er durch den  evangelischen Jugendpfarrer Wilhelm Busch und dessen Arbeit im Weigle-Haus geprägt. Am 25. Juni 1940 beantragte er die Aufnahme in die NSDAP und wurde zum 1. September desselben Jahres aufgenommen (Mitgliedsnummer 7.706.235). Nach dem Abitur im Jahr 1940 begann er ein Studium der Rechts- und Wirtschaftswissenschaft sowie der Geschichte an den Universitäten in Münster und Köln. Ein Jahr später wurde er zur Luftwaffe eingezogen und nahm am Zweiten Weltkrieg teil, zuletzt als Leutnant der Reserve. Er geriet in französische Gefangenschaft, aus der er 1947 entlassen wurde.
Nach seiner Rückkehr aus der Kriegsgefangenschaft nahm Posser das Studium wieder auf. Er bestand 1948 das Erste Juristische Staatsexamen und absolvierte im Anschluss das Referendariat. 1950 wurde er an der Rechtswissenschaftlichen Fakultät der Universität zu Köln mit der Dissertation Prozessuale Fragen des Verfahrens vor dem Ständigen Internationalen Gerichtshof unter besonderer Berücksichtigung des Chorzow-Falles zum Doktor der Rechte promoviert. Er legte 1951 das Zweite Juristische Staatsexamen ab und ließ sich ein Jahr später als Rechtsanwalt in Essen nieder, und zwar in der Kanzlei von Gustav Heinemann, den er kannte und schätzte, seit er Konfirmand war. 1965 wurde er auch zum Notar bestellt.
Posser gründete im Jahr 1952 mit dem ehemaligen Bundesinnenminister Gustav Heinemann (zuvor CDU), Hans Bodensteiner (CSU), Max Merten, Thea Arnold, Helene Wessel (beide Zentrumspartei), Hermann Etzel (Bayernpartei) und dem späteren Bundespräsidenten Johannes Rau die Gesamtdeutsche Volkspartei, in der er nach dem Rücktritt Bodensteiners im Jahr 1953 Generalsekretär wurde.

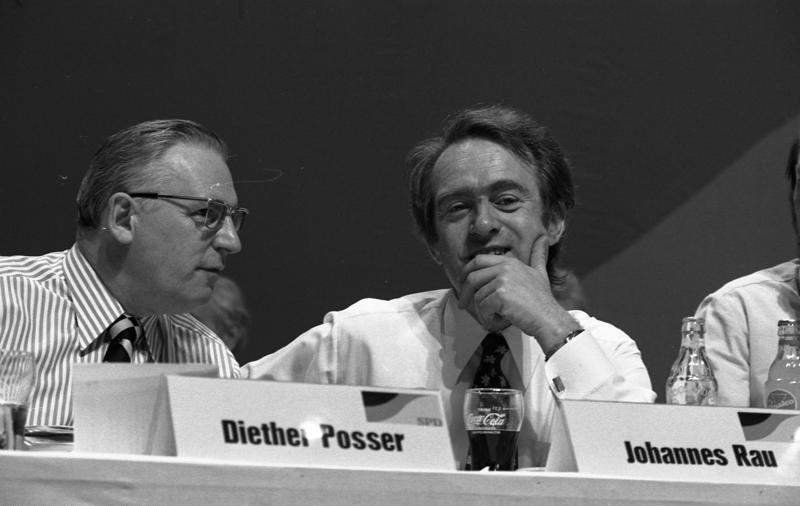
1977 mit Johannes Rau

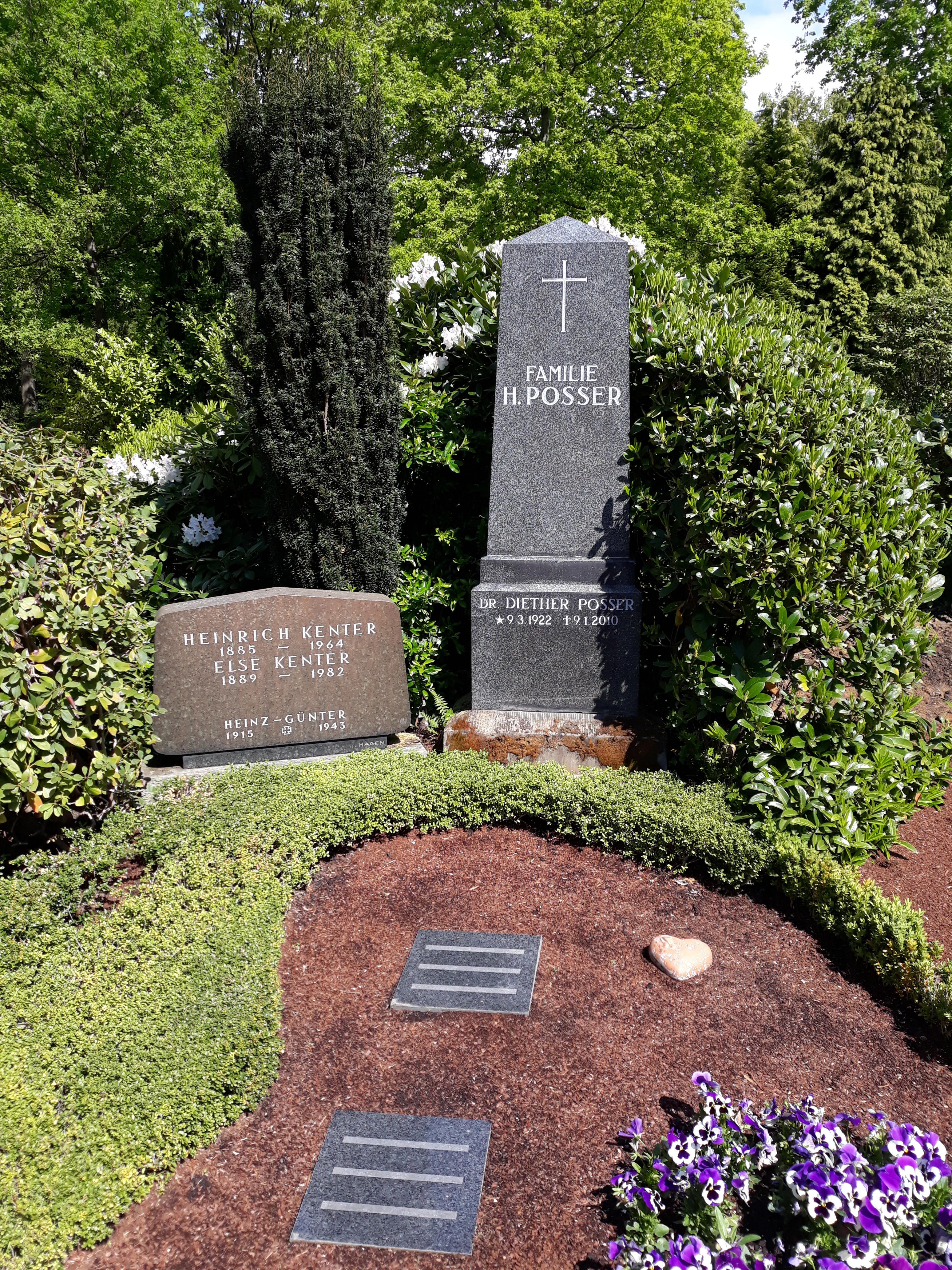
Das Grab von Diether Posser im Familiengrab seiner Schwiegereltern auf dem Ostfriedhof Essen.

Nach deren Scheitern wurde er 1957 Mitglied der SPD, für die er 1966 in den Landtag Nordrhein-Westfalen einzog. 1968 wurde er dort zum Minister für Bundesangelegenheiten ernannt. 1972 wechselte er in das Justizressort, bevor er 1978 Finanzminister wurde. Dieses Amt hatte er bis 1988 inne. Er war auch bis 1988 Stellvertreter des Ministerpräsidenten und von 1970 bis 1986 Mitglied des Parteivorstandes der SPD. Vom 12. Mai 1982 bis zum 26. April 1990 war er einer der beiden Vorsitzenden des Vermittlungsausschusses und damit der erste Nichtministerpräsident, der auf der Bundesratsseite als Vorsitzender amtierte. 1990 wurde er von Johannes Rau abgelöst.
2010 wurde Posser auf dem Essener Ostfriedhof beigesetzt.

## Schriften
- Rapallo, nicht Tauroggen. In: Stimme der Gemeinde. Heft 4, 1954, Seiten 87 ff.
- Politik ohne Solidarität. In: Gesamtdeutsche Rundschau. Heft 24, 1955.
- Anwalt im Kalten Krieg. Ein Stück deutscher Geschichte in politischen Prozessen 1951–1968. C. Bertelsmann Verlag, München 1991, ISBN 3-570-02347-8 (und weitere Auflagen).
- Gustav Heinemann. In: Klaus Scholder, Dieter Kleinmann (Hrsg.): Protestantische Profile. Lebensbilder aus fünf Jahrhunderten. Königstein/Ts. 1983, S. 382–396.
- Die Hauptsache ist, daß die Hauptsache die Hauptsache bleibt. In: Karl-Heinz Ehring und Ulrich Parzany (Hrsg.): Begegnungen mit Wilhelm Busch. Neukirchen-Vluyn 1997, S. 67–71.